# ウォールロジック
ウォールロジックは、雑誌『パズラー』の読者投稿コーナー「激作塾」から生まれたペンシルパズルの1つ。1990年誕生。もともと、アルコネから思いつかれたパズルのため、当初盤面がアルコネの盤面を流用したものであった。しかし、今では黒マスがない作品のほうが主流となっている。

## ルール
- 数字が記入されているマスからその数字の数だけタテ・ヨコに線を引く
- 1つのマスには1本の線しか引くことができない
- 数字が記入されているマスには線を引くことができない
- 黒マスにも線を引くことはできない

## 解く際の基本手筋
- ある数字から必ず引くことのできる線を引く
- あるマスから線を引くことのできる唯一の数字を見つける

## 例題
|   |   | 2 |   |   |   |
|   |   |   |   |   |   |
| 5 |   |   |   | 6 |   |
|   | 7 |   |   |   | 4 |
|   |   |   |   |   |   |
|   |   |   | 4 |   |   |

### 例題の解答
線の終端は、分かりやすいように矢印にしている。
| ↑  | ↑  | 2  | →  | ↑  | ↑  |
| ｜ | ｜ | ↓  |    | ｜ | ｜ |
| 5  | ｜ | ←  | － | 6  | ｜ |
| ｜ | 7  | － | →  | ｜ | 4  |
| ｜ | ｜ |    | ↑  | ↓  | ↓  |
| ↓  | ↓  | ←  | 4  | － | →  |